# Quinton Fortune
Quinton Fortune (Kaapstad, 21 mei 1977) is een gewezen Zuid-Afrikaans profvoetballer.

## Clubvoetbal
Fortune vertrekt op veertienjarige leeftijd naar Engeland waar hij zijn opleiding geniet bij Tottenham Hotspur FC. Voor deze club komt hij niet in actie. Als de speler achttien jaar is, vertrekt hij naar Atlético Madrid. Daarvoor maakt hij zijn profdebuut op 25 februari 1996 tegen Celta de Vigo. Hij komt dat seizoen tot drie optredens voor Atlético Madrid en wordt tussentijds uitgeleend aan RCD Mallorca in de Segunda División A waar hij tot acht optredens komt en één goal. In de daaropvolgende seizoenen komt Fortune nog zelden aan voetballen toe op het hoogste niveau, maar speelt bijna altijd in het tweede team Atlético Madrid B.
Aan het einde van het seizoen 1998/99 vertrekt de speler naar Manchester United FC. Hier komt hij vooral in zijn laatste jaren regelmatig aan spelen toe, ook al doorbreken blessures en zijn interlandcarrière een echte doorbraak. In de zomer van 2006 dient Fortune de club te verlaten en tekent uiteindelijk een eenjarig contract bij Bolton Wanderers FC. Hij komt hier echter zelden in actie door onder meer een blessure. Daarna trok hij naar Sunderland AFC en het jaar daarop trok hij naar de Italiaanse Serie B en speelde hij bij Brescia Calcio. In januari 2009 tekent hij in België voor neo-eersteklasser Tubeke. Hij speelde er een halfjaar en in de zomer van 2009 ging hij naar Doncaster Rovers FC.

## Interlandvoetbal
Fortune maakte in 1996 zijn debuut voor Zuid-Afrika tegen Kenia. Fortune was een gewaardeerde basiskracht bij zijn land en was ook aanwezig op de wereldkampioenschappen van 1998 en 2002. De speler speelde 46 interlands voor zijn land.

## Clubstatistieken
| seizoen | club              | land              | competitie                   | duels | goals |
| ------- | ----------------- | ----------------- | ---------------------------- | ----- | ----- |
| 1995-96 | Real Mallorca     | Vlag van Spanje   | Primera División             | 8     | 1     |
| 1995-96 | Atlético Madrid   | Vlag van Spanje   | Primera División             | 3     | 0     |
| 1996-97 | Atlético Madrid B | Vlag van Spanje   | Segunda División B           | 30    | 2     |
| 1996-97 | Atlético Madrid   | Vlag van Spanje   | Primera División             | 2     | 0     |
| 1997-98 | Atlético Madrid B | Vlag van Spanje   | Segunda División B           | 31    | 1     |
| 1998-99 | Atlético Madrid B | Vlag van Spanje   | Segunda División B           | 20    | 4     |
| 1998-99 | Atlético Madrid   | Vlag van Spanje   | Primera División             | 2     | 0     |
| 1999-00 | Manchester United | Vlag van Engeland | Premier League               | 6     | 2     |
| 2000-01 | Manchester United | Vlag van Engeland | Premier League               | 7     | 2     |
| 2001-02 | Manchester United | Vlag van Engeland | Premier League               | 14    | 1     |
| 2002-03 | Manchester United | Vlag van Engeland | Premier League               | 9     | 0     |
| 2003-04 | Manchester United | Vlag van Engeland | Premier League               | 23    | 0     |
| 2004-05 | Manchester United | Vlag van Engeland | Premier League               | 17    | 0     |
| 2005-06 | Manchester United | Vlag van Engeland | Premier League               | 0     | 0     |
| 2006-07 | Bolton Wanderers  | Vlag van Engeland | Premier League               | 6     | 0     |
| 2007-08 | Sunderland AFC    | Vlag van Engeland | Premier League               | 0     | 0     |
| 2008-09 | Brescia Calcio    | Vlag van Italië   | Serie B                      | 0     | 0     |
| 2008-09 | AFC Tubize        | Vlag van België   | Eerste klasse                | 10    | 0     |
| 2009-10 | Doncaster Rovers  | Vlag van Engeland | Football League Championship | 6     | 1     |
| Totaal  | Totaal            | Totaal            | Totaal                       | 194   | 14    |

## Erelijst
Manchester United
- Premier League: 2002/03
- FA Community Shield: 2003
- Wereldbeker voor clubteams: 1999